# يوسف عوف
يوسف عوف (31 يناير 1930 - 28 أبريل 1999) هو كاتب كوميدي وممثل مصري.

## حياته
نال بكالوريوس الزراعة سنة 1950 وعرف بأسلوبه الساخر في الكتابة بسخريته من الواقع وتحويل الدموع إلى ضحك. وهو صاحب فكرة فيلم (عايز حقي).
جدير بالذكر أن يوسف عوف كان زوجًا للممثلة التلفزيونية خيرية أحمد وله منها ولد واحد يعتبر واحد من أبرز فرقة ساعة لقلبك 

## أعماله
- برنامج ساعة لقلبك
- مسلسل ألوان الجزء الأول لشريهان
- مسلسل صباح الخير يا جاري
- مسلسل ساكن قصادي
- فيلم عالم عيال عيال
- مسرحية هاللو شلبي.
- مسرحية المفتش العام المأخوذة عن مسرحية نيقولاي غوغول والتي تم إعادة عرضها مرة أخرى باسم أنا الرئيس
- برنامج مش معقول
- فيلم أذكياء لكن أغبياء
- مسرحية راقصة قطاع عام
- فوازير المناسبات
- برنامج الإذاعي (عجبي)

## مؤلفاته
- كرسي في الكلوب
- مش معقول
- عجايب
- هموم ضاحكة
- حيجننوني

مقالات في مجلة الشباب

## روابط خارجية
- يوسف عوف على موقع IMDb (الإنجليزية)
- يوسف عوف على موقع قاعدة بيانات الأفلام العربية
- يوسف عوف على موقع ديسكوغز (الإنجليزية)
- يوسف عوف على موقع قاعدة بيانات الفيلم (الإنجليزية)